# Černotín
Černotín település Csehországban, Přerovi járásban. Černotín Skalička, Špičky, Ústí, Bělotín és Hranice településekkel határos. Lakosainak száma 803 fő (2024. január 1.).

## Népesség
A település lakosságának változását az alábbi diagram mutatja:
| Lakosok száma | 701  | 846  | 921  | 782  | 749  | 750  | 786  | 770  | 769  | 803  |
|               | 1869 | 1890 | 1921 | 1950 | 1980 | 2001 | 2017 | 2019 | 2022 | 2024 |